# De Casembroot

Familiewapen van De Casembroot (1815)

De Casembroot is een van oorsprong Italiaans geslacht waarvan leden onder het ancien régime tot de notabelen behoorden, sinds 1815 tot de Nederlandse adel en na 1830 tot de Belgische adel.

## Geschiedenis
De stamreeks begint met Caspar Casembroot Ottozn (Gaspard Casebon), geboren te Fossano (Piëmont) die zich rond 1430 in Damme vestigde en in 1453 in Brugge overleed. Verschillende leden van deze familie speelden een rol in het Brugse stadsbestuur en zelfs in het landsbestuur. De zestiende eeuw bracht er verschillende leden toe, om religieuze redenen, de wijk naar de Verenigde Provincies te nemen.
Een directe afstammeling, Leonard de Casembroot (1772-1832), werd op 16 april 1815 erkend in de Nederlandse adel. Waar deze erkenning op gebaseerd was, is onduidelijk. In 1830 koos hij, of alvast sommige afstammelingen de Belgische zijde. 
Andere leden werden vanaf 1838 erkend te behoren tot de Nederlandse adel. Een Koninklijk Besluit uit 1892 waarbij een lid werd erkend met de titel van baron werd enkele maanden later, voor wat de verlening van de titel van baron betreft, weer ingetrokken; dit laatste gebeurde op verzoek van de betrokkene, omdat deze alleen verlening van de titel van baron op allen wilde hebben.
In Nederland zijn geen leden van dit geslacht meer gevestigd. De meesten verblijven in Engeland, een tak is gevestigd in België.

### Wapenbeschrijving
- 1815: Van lazuur, beladen met een keper van goud, beladen met drie vijfbladige rozen van keel, gehart van goud, ver[ge]zeld van drie korenaeren van goud, staande twee en chef en één en pointe. Op hetzelve een vooruitstaanden helm van zilver, getralied, geboord en gecierd van goud, gevoerd van keel, op den zelven eene wrong van lazuur en goud, waarop ter halve lijve is uitkomende een jonkvrouwen beeld in hare natuurlijke kleur, het hoofd gesierd met korenaeren van het [schild], ges[j]erpt van goud, gerokt van keel, houdende in deszelfs regter hand drie korenairen van het schild, voorts met zijne lambrequins van lazuur en goud.

## Enkele telgen

### Zuid-Nederlandse familie
- Leonard Casembroot, burgemeester van Brugge, x X, xx Godelieve Brest
  - Johannes Casembroot (1525-1568), edelman en dichter, secretaris van Lamoraal van Egmont
  - Nicolaas Casembroot (1535-1584), burgemeester van Brugge
  - Leonard van Casembroot (1540-1604), pensionaris van Brugge

### Noord-Nederlandse familie
- Leonard de Casembroot (1772-1832)
- Jhr. Eduard August Otto de Casembroot (1812-1883), minister van Oorlog
- Jhr. François de Casembroot (1817-1895), viceadmiraal, officier Militaire Willems-Orde
  - Jhr. Johan Lodewijk Willem de Casembroot (1865-1899), muziekjournalist
- Jhr. mr. Guus de Casembroot (1906-1965), politicus, commissaris van de koningin in Zeeland
- Jkvr. Prudence Jane de Casembroot (1948), film-executive; trouwde in 1974 met acteur David Hemmings (1941-2003)

### Belgische tak
Jhr. Leonard de Casembroot (1772-1832), voorvader van de Belgische 19e-21ste-eeuwse tak
- Jhr. Jean-Louis de Casembroot (1798-1867)
  - Jhr. Louis de Casembroot (1835-1871)
    - Jhr. Jean-Louis de Casembroot (1863-1894)
      - Jhr. Jean-Louis de Casembroot (1884-1961)
        - Jhr. Jean de Casembroot (1911-2005), laatste mannelijke telg van de oudste Belgische tak
          - Jkvr. Michèle de Casembroot (1946), laatste telg van de oudste Belgische tak

    - Jhr. Auguste de Casembroot (1866-1956), opteerde voor de Belgische nationaliteit
      - Jhr. Francis de Casembroot (1887-1947)
        - Jhr. Jacques de Casembroot (1922-1997)
          - Jhr. Christian de Casembroot (1951), electrotechnicus, chef de famille van de Belgische tak
            - Jhr. Sébastien de Casembroot (1981), vermoedelijke opvolger als chef de famille van de Belgische tak; anno 2019 ongehuwd